# Гранит (Јута)
Гранит (енгл. Granite) насељено је место без административног статуса у америчкој савезној држави Јута.

## Демографија
По попису из 2010. године број становника је 1.932, што је 86 (-4,3%) становника мање него 2000. године.
| Група             | 2000.         | 2010.         |
| Белци             | 1.904 (94,4%) | 1.782 (92,2%) |
| Афроамериканци    | 12 (0,6%)     | 10 (0,5%)     |
| Азијати           | 32 (1,6%)     | 46 (2,4%)     |
| Хиспаноамериканци | 37 (1,8%)     | 59 (3,1%)     |
| Укупно            | 2.018         | 1.932         |